# 黄毛鼹属
黃毛鼴屬（学名：Calcochloris），哺乳綱、食蟲目的一屬，而與黃毛鼴屬（黃毛鼴）同科的動物尚有綠鼴屬（斯氏綠鼴）、金毛鼴屬（金毛鼴）、金鼴屬（金鼴）等之數種哺乳動物。

## 下属物种
本属包括以下物种：
- Calcochloris leucorhinus (Huet, 1885)
- Calcochloris obtusirostris (Peters, 1851)
- Calcochloris tytonis (Simonetta, 1968)